# Уильямс, Натан
Натан Уильямс-старший (англ. Nathan Williams Sr.); род. 24 марта 1963 года, Сент-Мартинвилл, Луизиана, США ) — американский музыкант, аккордеонист, вокалист, композитор. Создатель и лидер группы Nathan & The Zydeco Cha Chas. Номинант премии Грэмми (2023). Номинант Blues Music Awards в номинации «Альбом традиционного блюза» (1989). Член Зала славы музыки Луизианы (2005). Племянник блюзового гитариста Гарри Хиполайта

## Биография
Натан Уильямс родился в 1963 году во франко-креольской семье в Сент-Мартинвилле, Луизиана, младшим из семи детей. К музыке его приобщил дядя Гарри Хиполайт, гитарист в группе Клифтона Шенье и впоследствии у его сына Си Джей Шенье. В 13 лет Натан переехал в Лафейетт, штат Луизиана, где жил в семье своего старшего брата Сида и работал в продуктовом магазине брата. Позже, выздоравливая после тяжелой болезни, Натан решил начать играть на аккордеоне. Он начал практиковаться в ванной, потому что не хотел, чтобы кто-то слышал, как он играет. Его главным наставником был Бакуит Зайдеко, хотя наибольшее влияние на него оказал всё-таки Шенье.
Уильямс начал профессионально играть примерно в возрасте 21 года и записал дебютный EP на независимом лейбле своего брата El Sid. Брат, кроме того, открыл клуб в Лафейетте под названием El-Sid-O's, и Натан Уильямс стал там постоянным исполнителем по пятницам. Бакуит Зайдеко покинул Rounder Records и перешёл на Island Records, и это сыграло свою роль в дальнейшей карьере музыканта: Rounder нуждался в аккордеонисте, и сам же Бакуит Зайдеко  предложил Уильямса; он прошёл прослушивание и получил контракт на запись. В 1985 году он сформировал свою группу Nathan & the Zydeco Cha-Chas, названную в честь песни Клифтона Шенье и с этой группой Уильям играет по сей день.  момента своего создания группа в то или иное время включала членов семьи Уильямса: старшего брата Денниса Уильямса (гитара), двоюродного брата Марка Уильямса (стиральная доска), затем в состав группы вошли сын, аккордеонист и клавишник Натан Уильямс-младший, кузен Аллен Уильямс бас-гитара), племянник Джуан (стиральная доска и аккордеон). Старший брат Сид стал менеджером группы. В 1988 году Уильямс и группа впервые выступили на престижном New Orleans Jazz & Heritage Festival. В 1989 году группа совместно с Бузу Чависом выпустила концертный альбом Zydeco Live!: Direct From Richard’s Club, Lawtell, Louisiana, который получил номинацию на звание лучшего альбома традиционного блюза. В том же году последовал дебютный студийный альбом группы, и до 2006 года группа выпустила и записала на Rounder ещё несколько успешных альбомов. В 2002 и 2006 годах группа стала лауреатом премии Best of the Beat Award журнала Offbeat как лучшая зайдеко-группа, а в 2006 году и альбом группы был признан лучшим зайдеко-альбомом. В 2010 и 2012 группа получила награды Big Easy Music Award как лучшая зайдеко-группа.
На протяжении более чем трёх десятилетий Nathan & the Zydeco Cha Chas много гастролировали, выступая на самых разных площадках, от магазина товаров повседневного спроса его брата в Лафейетте до Линкольн-центра в Нью-Йорке. Группа выступала на церемонии летних Олимпийских играх 1996 года в Атланте, гастролировала среди прочих стран в Австрии, Испании, Франции, Японии, Нидерландах, Турции, Германии, Польше.
В 2013 году Натан Уильямс основал свой собственный лейбл Cha Cha Records, который выпускает альбомы как Уильямса-старшего, так и Уильямса-младшего. После выпуска альбома A New Road в 2013 году, группа в течение девяти лет не записывалась. Следующий альбом, Lucky Man, выпущенный в 2022 году получил в 2023 году номинацию на Грэмми в категории «Best Regional Roots Music Album»
В то время, когда Натан Уильямс не занят музыкальной карьерой, он управляет транспортной компанией Cha Cha Hot Shot Service, которая занимается перевозкой оборудования для нефтяной и газовой промышленности Луизианы. Женат, у него трое детей. Натан Уильямс-младший руководит собственной группой Lil' Nathan and the Zydeco Big Timers. Младший сын Найлан Уильямс также является музыкантом и продюсером и он сыграл на большинстве инструментов на альбоме Lucky Man.

## Дискография

### Альбомы
| Название                                                                      | Лейбл           | Номер по каталогу | Год  |
| ----------------------------------------------------------------------------- | --------------- | ----------------- | ---- |
| Zydeco Live!: Direct From Richard’s Club, Lawtell, Louisiana (с Бузу Чависом) | Rounder Records | CD 2069           | 1989 |
| Steady Rock                                                                   | Rounder         | CD 2092           | 1989 |
| Your Mama Don’t Know                                                          | Rounder         | CD 2107           | 1991 |
| Follow Me Chicken                                                             | Rounder         | CD 2122           | 1993 |
| Creole Crossroads                                                             | Rounder         | CD 2137           | 1995 |
| I’m A Zydeco Hog: Live at the Rock 'N' Bowl, New Orleans                      | Rounder         | CD 2143           | 1997 |
| Let’s Go                                                                      | Rounder         | 11661-2159-2      | 2000 |
| Hang It High, Hang It Low                                                     | Rounder         | 11661-2164-2      | 2006 |
| Live at the 2011 New Orleans Jazz & Heritage Festival                         | MunckMix        |                   | 2011 |
| Live at the 2012 New Orleans Jazz & Heritage Festival                         | MunckMix        |                   | 2012 |
| Live at the 2013 New Orleans Jazz & Heritage Festival                         | MunckMix        |                   | 2013 |
| A New Road                                                                    | Cha Cha Records | CCR-0005          | 2013 |
| Lucky Man                                                                     | Cha Cha Records |                   | 2022 |
| Like Father, Like Son (Live at Rock 'N' Bowl de Lafayette)                    | Cha Cha Records |                   | 2022 |

### Синглы
| Название песен                                                                                            | С альбома   | Лейбл              | Номер по каталогу | Год  | Примечания |
| --- | ----------- | ------------------ | ----------------- | ---- | ---------- |
| «If You Got A Problem» / «Tonight’s The Night»                                                            | Steady Rock | Maison de Soul     | 45-1054           | 1989 | 7", 45 RPM |
| «I Got The Zydeco Blues (Down in My Shoes)» / «Everybody Calls Me Crazy (But My Name Is Nathan Williams)» | неальбомный | El Sid O’s Records | ES-100            | ?    | 7", 45 RPM |
| «Bye Bye My Little Moma» / «Louisiana Waltz»                                                              | неальбомный | El Sid O’s Records | ES-101            | ?    | 7", 45 RPM |